# Breda Ba.44
Breda Ba.44 là một loại máy bay chở khách hai tầng cánh, được phát triển tại Ý vào giữa thập niên 1930. Nó phục vụ hạn chế trong lực lượng quân sự với vai trò máy bay vận tải thuộc Regia Aeronautica.

## Quốc gia sử dụng
Ý
- Ala Littoria
- Regia Aeronautica

 Paraguay
- Không quân Paraguay
- Líneas Aéreas de Transporte Nacional (LATN)

## Tính năng kỹ chiến thuật
Đặc điểm tổng quát
- Kíp lái: 1, pilot
- Sức chứa: 9 passengers
- Chiều dài: 10,50 m (34 ft 5 in)
- Sải cánh: 14,65 m (48 ft 1 in)
- Chiều cao: 3,20 m (10 ft 6 in)
- Diện tích cánh: 31,2 m2 (336 ft2)
- Trọng lượng rỗng: 1,520 kg (3,350 lb)
- Trọng lượng có tải: 2,820 kg (6,220 lb)
- Powerplant: 2 × de Havilland Gipsy Six, 138 kW (185 hp) mỗi chiêc

Hiệu suất bay
- Vận tốc cực đại: 248 km/h (155 mph)
- Tầm bay: 860 km (536 dặm)
- Trần bay: 5,800 m (19.020 ft)